# Gilberto Gerlach
Gilberto Schmidt Gerlach (São José, 19 de setembro de 1943 – São José, 6 de maio de 2021) foi um escritor, cinéfilo e engenheiro civil brasileiro.
Foi eleito em 2011 membro da Academia Catarinense de Letras, sucedendo ao historiador Carlos Humberto Pederneiras Corrêa. Foi membro da Academia Josefense de Letras.
Morreu em 6 de maio de 2021 aos 77 anos de idade. Foi sepultado em São José.

## Publicações
- São José da Terra Firme, 2007[6]
- Desterro, Ilha de Santa Catarina, 2010[7]
- Ilha de Santa Catarina – Florianópolis, 2015[8][9]
- Colônia Blumenau no sul do Brasil, 2019[10]